# Nyantwere
Nyantwere är ett vattendrag i Burundi.   Det ligger i provinsen Ruyigi, i den centrala delen av landet, 110 km öster om huvudstaden Bujumbura.
I omgivningarna runt Nyantwere växer huvudsakligen savannskog. Runt Nyantwere är det ganska glesbefolkat, med 42 invånare per kvadratkilometer.